# پژوهشگاه هوافضای ایران

لوگوی پژوهشگاه هوافضا

پژوهشگاه هوافضا از سال ۱۳۷۵ به منظور انجام تحقیقات هوافضایی توسط وزارت علوم، تحقیقات و فناوری پایه‌گذاری شد. این پژوهشگاه از بدو تأسیس در راستای رفع نیازهای پژوهشی ایران در زمینه هوافضا و ایجاد ارتباط مؤثر با صنایع مرتبط، فعالیت داشته است.
اهداف پژوهشگاه هوافضا به اختصار به شرح زیر است:
- شناسایی و معرفی فناوری‌های هوافضایی و همکاری با سازمان‌ها و نهادهای مربوط برای دستیابی به آخرین دستاوردهای پژوهشی در زمینه هوافضا.
- ایجاد زمینه مناسب برای ارتقای فعالیت‌های پژوهشی در حوزه هوافضا.
- توسعه و گسترش پژوهش در زمینه هوافضا و تلاش برای رفع نیازهای پژوهشی ایران.
- همکاری پژوهشی با مؤسسات آموزشی و پژوهشی کشور به منظور ارتقای کیفیت فعالیت‌های پژوهشی مرتبط.

## تغییر نام پژوهشگاه
در سال ۱۳۸۹ با مصوبه شورای عالی اداری، جایگاه سازمان فضایی ایران ارتقاء یافت و با بیرون آمدن آن از زیر نظر وزارت ارتباطات و فناوری اطلاعات به نهاد ریاست جمهوری انتقال پیدا کرد. مطابق همین مصوبه مدتی بعد پژوهشگاه هوافضا نیز با ادغام پژوهشکده مهندسی جهاد کشاورزی و پژوهشکده تحقیقات فضایی ایران توسعه قابل توجهی یافت.  در سال ۱۳۹۱ شورای گسترش آموزش عالی وزارت علوم، تحقیقات و فناوری ایران، اساسنامه جدید این پژوهشگاه را تصویب کرد. بر اساس این مصوبه پژوهشگاه با نام جدید پژوهشگاه فضایی ایران به فعالیت پرداخت. بخش اصلی پژوهشگاه هوافضا در این ادغام تحت عنوان پژوهشکده سامانه‌های فضانوردی با ماموریت اعزام حیات به فضا به فعالیت خود ادامه داد. پس از بازگشت مجدد سازمان فضایی ایران به وزارت ارتباطات و فناوری اطلاعات با مصوبهٔ شورای عالی اداری در بهمن ماه سال ۱۳۹۳، پژوهشگاه فضایی ایران نیز به این وزارتخانه منتقل شد و پژوهشکده سامانه‌های فضانوردی تحت عنوان "پژوهشگاه هوافضا" مجدداً به وزارت علوم بازگشت.

پژوهشگاه هوافضا  در استان تهران، منطقه شهرک قدس واقع شده است.